# Keith Webb
Keith Webb (1934 - Turre, 31 maart 2007) was een Brits drummer. Zijn bijnaam was "The Baron".
Webb had een lange muzikale loopbaan achter de rug. Hij startte in diverse jazzbandjes rondom Stoke-on-Trent. Hij begon samen met Terry Reid een band, die uiteindelijk speelde in voorprogramma’s van The Hollies, Small Faces en The Yardbirds. Reid lag steeds vaker in de clinch met zijn producent Mickie Most.  Peter Solley kwam de band versterken, maar samen met Keith Webb wilde hij niet in een strak keurslijf geperst worden en samen begonnen ze Paladin. Na twee albums was het alweer voorbij en Webb speelde in tal van bluesbandjes. Hij ontmoette daarbij en speelde mee met Stevie Ray Vaughan (jaren 80). Hij trok zich terug in Spanje, Bedar alwaar hij nog speelde in The Flying Vultures en Los Tres Hombres. Samen met Kev Moore en Clive Robin Sarstedt speelde hij in en om Turre. Hij stierf op 73-jarige leeftijd.

## Discografie
- 1967: Donovan: Gift form a flower to the garden met Wear your love like heaven en For the little ones
- 1968: Bang Bang You’re Terry Reid
- 1969: Terry Reid
- 1971: Paladin
- 1972: Charge!